# Домаћи магарац
Домаћи магарац (лат. Equus africanus asinus) је доместификована животиња из породице коња (Equidae). Питоми магарац води порекло од сомалијског магарца који је подврста афричког дивљег магарца (Equus africanus).:1 Могуће је укрстити коња и магарицу и тада се добија мазга, али и магарца и кобилу и тада се добија мула. Оба хибрида се гаје као домаће животиње. У 21. веку на Балкану и Србији угрожен је аутохтони домаћи балкански магарац, аутохтоно планинско домаће говече буша, балкански брдски коњ, домаћа овца – праменка, као и балканска домаћа коза.
Припитомљен је у Африци, вероватно пре око 5.000:2 или 6.000:3715 година, и од тог времена се углавном користио као радна животиња. У свету постоји више од 40 милиона магараца, углавном у неразвијеним земљама, где се углавном користе као теглеће или товарне животиње. Док се радни магарци често повезују са онима који живе на или испод егзистенције, мали број магараца се држи за узгој као кућни љубимци у развијеним земљама.
Мужјак магарца је познат као џек или џекас, женка је џени или џенет, а незрели магарац оба пола је ждребе. Магарци се често паре са кобилама да би се добиле муле; биолошка реципрочност мазге, од пастува и магарице, је мазга.

## Номенклатура
Традиционално, научно име за магарца је Equus asinus asinus засновано на принципу приоритета који се користи за научна имена животиња. Међутим, Међународна комисија за зоолошку номенклатуру је 2003. године донела одлуку да ако се домаћа врста и дивља врста сматрају подврстама једна друге, научни назив дивље врсте има приоритет, чак и када је та подврста описана после домаће подврсте. То значи да је коректан научни назив за магарца Equus africanus asinus када се сматра подврстом и Equus asinus када се сматра врстом.
Некада је на енглеском говорном подручју синоним енгл. ass био чешћи израз за магарца. Прва забележена употреба речи donkey је била 1784. или 1785.:239 Док реч ass има сродне речи у већини других индоевропских језика, donkey је етимолошки нејасна реч за коју нема сродних речи у другим језицима. Хипотезе о њеновом извођењу укључују следеће:
- можда из шпанског због његове доновске теже; магарац је био познат и као „трубач краља Шпаније“.[11]
- можда је деминутив од dun (мутно сивкасто-браон), типичне боје магарца.[10][13]
- можда од имена Duncan.[10][14]
- можда имитативног порекла.[14]

Од 18. века рељ donkey је постепено заменио ass, а jenny је заменила she-ass, која се данас сматра архаичном. До промене је можда дошло због тенденције избегавања погрдних израза у говору и може се упоредити са заменом у северноамеричком енглеском језику речју rooster речи cock, или прелазом на rabbit са coney, што је раније било хомофоно са cunny (варијације речи вагина). До краја 17. века, промене у изговору речи ass и arse довеле су до тога да оне постану хомофони у неким варијантама енглеског.:239 Друге речи које се користе за магарца у енглеском из тог времена укључују cuddy у Шкотској, neddy у југозападној Енглеској и dicky у југоисточној Енглеској;:239 moke је документован у 19. веку и може бити велшког или ромског порекла.
Burro је реч за магарца на шпанском и на португалском. У Сједињеним Државама, обично се примењује на дивље магарце који живе западно од Стеновитих планина; такође се може односити на било ког малог магарца.:147

## Историја
Верује се да је род Equus, који укључује све постојеће копитаре, еволуирао од рода Dinohippus, преко средњег облика Plesippus. Једна од најстаријих врста је Equus simplicidens, описана као налик на зебру са главом у облику магарца. Најстарији фосил до данас је стар око 3,5 милиона година из Ајдаха, САД. Чини се да се род брзо проширио у Стари свет, са слично старим Equus livenzovensis документованим из западне Европе и Русије.
Молекуларна филогенија указује да је најновији заједнички предак свих савремених копитара (чланова рода Equus) живео пре ~5,6 (3,9–7,8) mya. Директно палеогеномско секвенцирање 700.000 година старе средње плеистоценске метаподијалне кости коња из Канаде имплицира скорије време од 4,07 милиона година пре данашњег датума за најновијег заједничког претка (MRCA) у распону од пре 4,0 до 4,5 милиона. Најстарије дивергенције су азијски хемиони (подрод E. Asinus), укључујући кулана, онагера и кијанга), затим афричке зебре (подродови E. Dolichohippus и E. Hippotigris). Сви остали модерни облици, укључујући припитомљеног коња (и многе фосилне плиоценске и плеистоценске облике) припадају подроду E. Equus који се раздвојио пре ~4,8 (3,2–6,5) милиона година.
Преци модерног магарца су нубијска и сомалијска подврста афричког дивљег магарца. У Маади у Доњем Египту пронађени су остаци домаћих магараца из четвртог миленијума пре нове ере, а верује се да је припитомљавање магарца извршено знатно касније од припитомљавања говеда, оваца и коза у седмом и осмом миленијуму пре нове ере. Магарце су вероватно први припитомили пасторални људи у Нубији и истиснули су вола као главну товарну животињу те културе. Припитомљавање магараца је послужило за повећање мобилности пасторалних култура, имајући предност у односу на преживаре, јер им није требало времена да руминирају, и били су од виталног значаја за развој трговине на велике удаљености широм Египта. У доба Четврте египатске династије, између 2675. и 2565. п. н. е., познато је да су богати чланови друштва поседовали преко 1.000 магараца, запослених у пољопривреди, као млечне и месне животиње и као товарне животиње. Године 2003, гробница краља Нармера или краља Хор-Аха (два прва египатска фараона) је ископана, а скелети десет магараца пронађени су закопани на начин који се обично користи код људи високог ранга. Ове сахране показују значај магараца за рану египатску државу и њеног владара.
До краја четвртог миленијума пре нове ере, магарац се проширио на југозападну Азију, а главни центар за размножавање се преселио у Месопотамију до 1800. године пре нове ере. Узгој великих, белих јахаћих магараца учинио је Дамаск познатим, док су сиријски узгајивачи развили најмање три друге расе, укључујући и ону коју жене преферирају због лаког хода. Мускат или јеменски магарац развијен је у Арабији. До другог миленијума пре нове ере, магарац је доспео до Европе, вероватно у исто време када је уведено виноградарство, јер се магарац повезује са сиријским богом вина, Дионисом. Грци су проширили обе делатности на многе од својих колонија, укључујући и оне у садашњој Италији, Француској и Шпанији; Римљани су их распршили по свом царству.
Први магарци су дошли у Америку на бродовима Другог путовања Кристифора Колумба, и искрцани су у Хиспањоли 1495. године. Прве које су стигле у Северну Америку су можда биле две животиње које је у Мексико одвео Хуан де Зумарага, први бискуп Мексика, који је тамо стигао 6. децембра 1528. године, док су први магарци који су стигли до садашњих Сједињених Држава можда прешли Рио Гранде са Хуаном де Онатом у априлу 1598. Од тада су се ширили на север, налазећи употребу у мисијама и рудницима. Документовано је да су магарци били присутни у данашњој Аризони 1679. године. До златне грознице у 19. веку, буро је био теретна животиња коју су бирали рани копачи у западним Сједињеним Државама. Са завршетком бума поточног рударења, многи од њих су побегли или су напуштени, и дивља популација се успоставила.